# BK Nika Syktyvkar
Basketbolnyj kloeb Nika Syktyvkar (Russisch: Баскетбольный Клуб Ника Сыктывкар) is een professionele damesbasketbalclub uit de Russische stad Syktyvkar.

## Geschiedenis
De club werd opgericht in 1969 met speelsters van de Syktyvkar Staats Universiteit. Nadat de naam van de club in 1994 was veranderd in Zyrjanotsjka Syktyvkar, werd de club kampioen van de Russische superliga (B divisie) in 2001. In 2015 veranderde de naam in Nika Syktyvkar. Nika speelt in de hoogste Russische superliga. Jekaterina Fedorenkova, Marina Goldyreva en Maria Tsjerepanova speelde voor het nationale basketbalteam van Rusland. In 2022 speelde Nika de finale om de Beker van Rusland. Ze verloren van Dinamo Koersk met 61-65. In 2024 werd Nika tweede om het Landskampioenschap van Rusland.

## Erelijst
- Landskampioen Rusland:
  - Tweede: 2024

- Russische superliga: 1 (B divisie)
  - Winnaar: 2001

- Bekerwinnaar Rusland:
  - Runner-up: 2022

- RFB Super Cup:
  - Runner-up: 2024

## Bekende (oud)-spelers
- Jekaterina Fedorenkova
- Marina Goldyreva
- Raisa Moesina
- Albina Razjeva
- Maria Tsjerepanova

## Bekende (oud)-coaches
- Sergej Gavrilov
- Dmitri Valik
- Olga Doronina
- Dmitri Sjoemikjin
- Aleksandr Vasin